# Димитър Иванов (дипломат)
Димитър Иванов е български инженер и дипломат, консул в Битоля, Северна Македония.

## Биография
Роден е на 26 февруари 1957 година в София. Завършва инженерство по радиоелектроника. Започва работа в Министерството на външните работи в 1985 година като експерт по сигурността на българските задгранични представителства. По-късно става последователно началник на отдел „Сигурност и охрана“, директор на дирекция „Сигурност“, главен секретар на министерството и директор на дирекция „Сигурност на дейността и информацията“.
В 2018 година е назначен за генерален консул на България в Битоля, Република Македония. Дипломатическият му ранг е пълномощен министър.